# Eugene Vidal

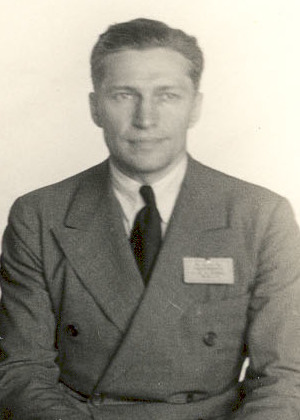
Eugene Vidal (1934)

Eugene Luther Vidal (* 13. April 1895 in Madison (South Dakota); † 20. Februar 1969 in Los Angeles) war ein US-amerikanischer Leichtathlet und Luftfahrtpionier. Er war der Vater des Schriftstellers Gore Vidal.

## Frühe Jahre und Sport
Eugene Vidal wurde als Sohn von Felix und Margaret Ann Vidal in Madison, South Dakota, geboren. Vidal besuchte nach seinem Schulabschluss ab 1913 die University of South Dakota. Dort tat er sich besonders im Sport hervor. Er war Mitglied in der Football-Mannschaft, er spielte Basketball, Baseball und betrieb Leichtathletik. 1915 wurde er Mannschaftsführer des Footballteams, 1916 des Basketballteams.
Im Jahr 1916 wechselte Vidal an die Militärakademie von West Point und wurde dort Kapitän der Football-Mannschaft. Auch hier spielte er Basketball. 1920 nahm er als Zehnkämpfer an den Olympischen Spielen von Antwerpen teil. Mit einer Punktzahl von 6358,570 nach der damals gültigen Zehnkampftabelle belegte er Platz 7. Er war durch eine Verletzung am rechten Handgelenk gehandicapt, die er sich bei einem Verkehrsunfall kurz vor den Spielen zugezogen hatte. Alle Wurfdisziplinen musste er daher mit der linken Hand durchführen. Im Jahr 1924 wurde er als Assistenztrainer zu den Spielen von Paris entsandt. Im Jahr 1921 wurde er Profi-Footballspieler und spielte für die Washington Senators.

## Karriere nach dem Sport
Eugene Vidal diente von 1918 bis 1926 im United States Army Air Corps, dem Vorläufer der US Air Force. 1922 heiratete er Nina Gore, die Tochter des demokratischen Senators von Oklahoma, Thomas Gore. Einen der Söhne nannte er zu Ehren seines Schwiegervaters Gore, der später als Schriftsteller bekannt wurde. Die Ehe hielt bis zur Scheidung 1935. In West Point unterrichtete er Luftfahrtkunde und diente als Pilot. Im Jahr 1933 wurde er Direktor des Commerce Department's Bureau of Air Commerce und war unmittelbar an der Gründung von Eastern Air Lines, Trans World Airlines und Northeast Airlines beteiligt. Dabei arbeitete er mit der Flugpionierin Amelia Earhart zusammen.
Neben seinen administrativen Aufgaben arbeitete Vidal auch in der Forschung. 1937 gründete er die Vidal Research Corporation, die Legierungen für Kunststoffe und Holz entwickelte. Zugleich war er an der Boston and Maine Railroad beteiligt. 1939 heiratete er zum zweiten Mal. Mit seiner neuen Ehefrau Katherine Roberts hatte er zwei weitere Kinder.
Vidal wurde in späteren Jahren Direktor der Northeast Airlines. Zudem war er von 1955 bis 1965 als Luftfahrtexperte für den Chief of Staff of the Army tätig.
Am 20. Februar 1969 verstarb Eugene Luther Vidal im Alter von 73 Jahren in Los Angeles.

## Ehrungen
Eugene Vidal wurde in die South Dakota Sports Hall of Fame aufgenommen.

In der 2009 entstandenen Filmbiografie Amelia von Mira Nair wurde er von Ewan McGregor dargestellt.